# Branimir Vujević
Branimir Vujević (ur. 29 listopada 1974 w Zadarze) – chorwacki wioślarz.

## Osiągnięcia
- Mistrzostwa Świata Juniorów – Montreal 1992 – czwórka bez sternika – 4. miejsce[1].
- Mistrzostwa Świata – Tampere 1995 – czwórka bez sternika – 9. miejsce[1].
- Mistrzostwa Świata – Aiguebelette 1997 – czwórka ze sternikiem – 5. miejsce[1].
- Mistrzostwa Świata – Kolonia 1998 – czwórka bez sternika – 12. miejsce[1].
- Mistrzostwa Świata – St. Catharines 1999 – ósemka – 9. miejsce[1].
- Igrzyska Olimpijskie – Sydney 2000 – ósemka – 3. miejsce[1].
- Mistrzostwa Świata – Lucerna 2001 – ósemka – 2. miejsce[1].
- Mistrzostwa Świata – Sewilla 2002 – ósemka – 4. miejsce[1].
- Mistrzostwa Świata – Mediolan 2003 – ósemka – 9. miejsce[1].
- Mistrzostwa Świata – Banyoles 2004 – dwójka ze sternikiem – 10. miejsce[1].
- Mistrzostwa Świata – Gifu 2005 – ósemka – 11. miejsce[1].
- Mistrzostwa Świata – Eton 2006 – ósemka – 15. miejsce[1].
- Mistrzostwa Świata – Monachium 2007 – czwórka bez sternika – 17. miejsce[1].
- Mistrzostwa Europy – Ateny 2008 – ósemka – 5. miejsce[1].